# Vladimir Popov (réalisateur)
Pour les articles homonymes, voir Popov.
Ne doit pas être confondu avec Vladimir Popov (acteur).
Vladimir Popov (en russe : Владимир Иванович Попов), né le 5 juin 1930 à Moscou et mort le 1er avril 1987 à Moscou, est un réalisateur de films d'animation russe.

## Biographie
En 1952, il entre au studio de cinéma Soyuzmultfilm en tant qu'apprenti. Il travaille comme animateur, dessinateur, et depuis 1968, - comme réalisateur, d'abord en collaboration avec Vladimir Izraïlevitch Pekar (ru), et depuis 1975 - seul.
Mort le 1er avril 1987, il est enterré à Moscou au cimetière Vagankovo.

## Filmographie des courts métrages
- 1960 : Crocodile animé n°1 (Мультипликационный Крокодил № 1, Moul'tiplikatsionnyy Krokodil № 1)
- 1961 : Pour la première fois dans l'arène (Впервые на арене, Vpervyye na arene)
- 1961 : Crocodile animé n°5 (Мультипликационный Крокодил № 5, Moul'tiplikatsionnyy Krokodil № 1)
- 1962—1986: Fitil (Фитиль, Fitil)
- 1966 : Les Lettres dans la boite de la radio (Буквы из ящика радиста, Boukvy iz yashchika radista)
- 1968 : C'est arrivé en hiver (Случилось это зимой, Sloutchilos' eto zimoï) coréalisé avec Vladimir Izraïlevitch Pekar (ru)
- 1969 : Oumka (Умка, Oumka)
- 1970 : Oumka cherche un ami (Умка ищет друга, Oumka ishchet drouga)
- 1970 : À la demande du brochet (ru)
- 1971 : Les Aventures des cravates rouges (ru) coréalisé avec Vladimir Izraïlevitch Pekar (ru)
- 1972 : Es-tu un ennemi ou un ami? (Ты враг или друг?, Ti vrag ili droug?)
- 1972 : Le Cambriolage en plein jour (Грабёж среди белого дня, Grabyoj sredi belogo dnia)
- 1973 : Les Trésors des navires coulés (Сокровища затонувших кораблей, Sokrovishcha zatonouvshikh korableï)
- 1973 : Quel est le pire? (Что страшнее?, Tchto strachneye?)
- 1974 : Le Conte du conte (Сказка за сказкой, Skazka za skazkoy)
- 1974 : Histoires sur Chevtchenko (Рассказы о Шевченко, Rasskazy o Shevchenko)
- 1975 : Le Retour de Rex (Верните Рекса, Vernite Reksa)
- 1975 : L'Arc-en-ciel (Радуга, Raduga)
- 1976 : Comment le nain a quitté la maison et... (О том, как гном покинул дом и… O tom, kak gnom pokinul dom i...)
- 1977 : Bobik en visite chez Barbosse (Бобик в гостях у Барбоса, Bobik v gostyakh u Barbosa)
- 1978 : Les Trois de Prostokvachino (Трое из Простоквашино, Troye iz Prostokvashino)
- 1980 : Les Vacances à Prostokvachino (Каникулы в Простоквашино, Kanikuly v Prostokvashino)
- 1981 : Les Aventures de Vassia Kourolessov (Приключения Васи Куролесова, Priklyucheniya Vasi Kurolesova)
- 1983 : De deux à cinq (От двух до пяти, Ot dvoukh do piati)
- 1984 : L'Hiver à Prostokvachino (Зима в Простоквашино, Zima v Prostokvachino)
- 1985 : Sherlock Holmes et moi (Мы с Шерлоком Холмсом, Mi s Sherlokom Kholmsom)
- 1986 : L'Académicien Ivanov (Академик Иванов, Akademik Ivanov)

## Prix et distinctions
- prix frères Vassiliev (1989) - pour la trilogie Prostokvachino